# Alassane També
Alassane També (Villepinte, 26 gennaio 1992) è un ex calciatore francese naturalizzato maliano, di ruolo difensore.
Ha anche origini senegalesi.

## Carriera

### Club
All'età di 11 anni è entrato nell'accademia del Paris Saint-Germain Football Club. Nella stagione 2008-2009, all'età di 17 anni, è stato convocato due volte con la prima squadra, senza mai esordire.
Nel 2012 ha esordito nella Jupiler League con la maglia del KV Kortrijk.
Dopo il suo prestito all'Anversa e il successivo ritorno, il 1º febbraio 2015 è stato acquistato dal Genoa. Fa il suo esordio in maglia rossoblù il 9 febbraio 2015 nella vittoria esterna contro la Lazio subentrando a Iago Falque al 75' minuto.
Il 13 luglio 2016, è entrato a far parte del Tondela, club della Primeira Liga con un contratto annuale. Saranno appena 5 presenze in una stagione prima di lasciare il Portogallo per poter tornare in Francia, all'FCM Aubervilliers, militante nel Championnat National 3, il quinto livello del campionato francese.
Ad inizio luglio 2019, deciderà di spostarsi ad Andorra, firmando per il Sant Julià. Rimarra a contratto con il  club per solo un mese, per poi rescindere il contratto il 31 agosto.
Il 1º luglio 2020, tornerà di nuovo in Francia, firmando per il club di Championnat National 2 FC 93 Bobigny. Ha lasciato il club il 1º luglio dell'anno seguente.

### Nazionale
Ha rappresentato le nazionali giovanili francesi dall'under 16 all'under 20, tuttavia nell'agosto 2014 sceglie di rappresentare il suo paese d'origine, rispondendo alla convocazione della nazionale maliana.